# Ernst Elster (Künstler)
Ernst Elster (* 1. Oktober 1893 in Braunschweig; † 11. August 1964 in Knesebeck) war ein deutscher Maler und Lithograf. Bekannt wurde Elster durch seine Bildnisse, Figürliches und Landschaften.

## Leben

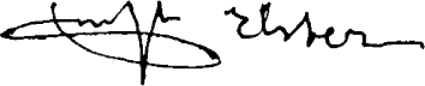
Signatur

Elster war der Sohn des Straßenbahnführers Gottlieb Elster und der Sophie (geborene Vollheide). Sein Vater starb, als er 14 Jahre alt war.
Stipendien und erste Bildverkäufe verhalfen Elster zum Besuch der Kunstgewerbeschulen in Magdeburg und Berlin. Im Jahre 1919 führte Elster erste Werke in Ausstellungen und Gemäldegalerien dem Publikum vor.
Nach einem Aufenthalt in Italien im Jahr 1925 war er laut den Adressbuch von 1927 wieder in Braunschweig gemeldet mit Atellieranschrift Bertramstraße 50 und wohnhaft bei seiner Mutter (Ölschlägern 16). Die Wohnanschrift von Elster und seiner Mutter änderte sich mit Adressbucheintrag von 1930 in Wilhelmitorwall 20. 1933 richtete er sein Atelier am Bohlweg 66 ein. Umbaupläne seines Vermieters führten dazu, dass er seine Atelierräume in Braunschweig aufgeben musste und 1934 ohne seine Mutter, die später in der Ferdinandstraße 9 wohnte, nach Knesebeck zog, wo er dann 1949 den Stumpf einer alten Holländerwindmühle erwarb und zu einem Wohnatelier ausbaute – heute im Ort als „Elstermühle“ (Windmühlenweg 24) bekannt. 1934 heiratete er Dorothea (geborene Kühl).
Von 1933 bis 1945 war Elster als Gast beteiligt an der Ateliergemeinschaft Klosterstraße in Berlin. 1942 hielt er sich im Auftrag des Reichs-Propagandamtes in Norwegen auf (Kunst für staatliche Gebäude). Unter anderem porträtierte er Albert Genzen, 1929 den braunschweigischen Ministerpräsidenten Heinrich Jasper und 1934 für die Ehrenhalle der Nationalsozialisten in Buchholz den NS-Kreisleiter Fritz Fröhlich. Ein 1924 gefertigtes Selbstporträt befindet sich im Depot des Herzog Anton Ulrich-Museum sowie im Städtischen Museum Braunschweig sein Bild Inspiration. Er wurde mit noch nicht 40 Jahren zum Vorsitzenden des Künstlerbundes Niedersachsen gewählt, dem er von 1924 bis 1930 angehörte. Von 1936 bis 1942 gehörte er dem Braunschweiger Künstlerbund an und nahm an dessen Gruppenausstellungen teil. 1942 stellte er mit weiteren regionalen Künstlern in der Städtischen Mittelschule am Heiligen Kreuz in Celle unter dem Titel „Künstler in die Betriebe“ aus. Die Ausstellung wurde von der Gauleitung Ost-Hannover der NSDAP organisiert.
Am 11. April 1964 erhielt Elster das Verdienstkreuz am Bande des Niedersächsischen Verdienstordens. Im gleichen Jahre, am 11. August verstarb er an einem Herzleiden. In Wittingen-Knesebeck ist der Ernst-Elster-Weg nach ihm benannt. Anlässlich des 50. Todestages stellte der Freundeskreis des Malers einige von Elsters Gemälden in der Burg Knesebeck aus.